# August Lindner (Komponist)
August Lindner (auch: Auguste Lindner und Roderich Auguste Lindner; * 28. Oktober 1820 in Dessau; † 14. Juni 1878 in Hannover) war ein deutscher Komponist und Violoncellist.

## Leben
August Lindner kam als Sohn des Dessauer Klarinettisten, Geigers und Komponisten Friedrich Lindner (* 1798; † 1. August 1846) zur Welt. Für seine musikalische Ausbildung erhielt er Unterricht bei Karl Drechsler im Cellospiel, bei Friedrich Schneider erlernte er das Komponieren.
Lindner absolvierte zunächst ein Studium der Musik in seiner Heimatstadt Dessau, bevor er im April 1837 in die Residenzstadt des Königreichs Hannover ging, wo er Mitglied des hannoverschen Hoforchesters wurde. Dort konzertierte er von 1837 bis 1869 Tutticello zunächst unter dem Kapellmeister Heinrich Marschner vor allem im Schlossopernhaus, später auch im Hoftheater, dem späteren Opernhaus. Hier spielte Lindner auch unter den Kapellmeistern Bernhard Scholz und Karl Ludwig Fischer, unter dem Konzertmeister Joseph Joachim sowie den Intendanten Julius von Platen und Hans Bronsart von Schellendorf.
Unterdessen war Lindner am 17. März 1851 zum Königlichen Hof- und Kammermusiker ernannt worden. In der Folge spielte er von 1855 bis 1866 zudem im ersten sogenannten „Joachimquartett“ oder „Joachim-Quartett“: Gemeinsam mit August Lindner und den Gebrüdern Karl Eyertt und Gustav Eyertt verhalf Joseph Joachim mit der Gründung dieses Quartetts der Kammermusik zum Durchbruch gegenüber dem hannoverschen Publikum, dem die Musiker so in Matineen und Soiréen beinahe die gesamte Streichquartett-Literatur der Klassik und der Romantik vorgestellt wurde.
Ab 1869 und bis in sein Todesjahr 1878 hinein spielte August Lindner das 1. Solocello, während er nach der Reichsgründung in der – nunmehr preußischen – Provinz Hannover im Jahr 1876 zum Königlichen Konzertmeister erhoben worden war.
In seinem letzten Lebensjahr verzeichnete das hannoversche Adressbuch für das Jahr 1878 den Konzertmeister unter der Anschrift Schiffgraben 24, Nebenhaus. Die Witwe des „Stadtmusikers“ aber hatte bereits im Folgejahr 1879 die Wohnung in der zweiten Etage der Marienstraße 26 bezogen.

## Archivalien
Archivalien von und über August Lindner finden sich beispielsweise
- als Karteikarte zu dem Musiker im Niedersächsischen Staatsorchester.[2]

## Werke (Auswahl)
- Compositionen für Violoncell mit Begleitung des Pianoforte, im Verlag Christian Bachmann, Hannover:
  - Opus 3: Fantasie über zwei deutsche Lieder „Mein Reichtum“ von Reissiger und „An Adelheid“ von Karl August Krebs[2]
  - Op. 4: L'infidèle. Elégie[2]
  - Opus 25: Concertstück über Melodien aus der Oper „Norma (Oper)“[2]
  - Opus 28: Schweizerscene[2]
  - Scene und Arie „Wie nahte mir der Schlummer“ aus der Der Freischütz übertragen[2]
- Bagatellen, Kl 4hdg., op. 24[1]
- August Lindner (Komponist), Julius Klengel (Arrangeur): Konzert für Violoncello und Orchester e-Moll, op. 34, Brühl: Musikverlag Fr. Kistner & C. F. W. Siegel[1]